# Jim McCarty
James Stanley McCarty alias Jim McCarty (Liverpool, 25 luglio 1943) è un batterista britannico.
Nato al Walton General Hospital (107 Rice Lane, Walton, Liverpool, Lancashire, Inghilterra), è noto per essere stato il batterista dei gruppi The Yardbirds e Renaissance. Ha anche suonato con gli Shoot (come cantante), gli Illusion (con altri tre ex componenti dei Renaissance), gli Stairway ed i Pilgrim.
McCarty è stato componente anche dei The British Invasion All-Stars, e del gruppo con il suo nome, la Jim McCarty Band.

## Discografia
La maggior parte della discografia di McCarty è compresa nelle discografie dei gruppi nei quali ha suonato. Come solista ha pubblicato un solo disco, con il nome James McCarty, dal titolo Out of the Dark, pubblicato nel 1994.